# Кладбище Плимут-Нотча
Кладбище Плимут-Нотча (англ. Plymouth Notch Cemetery) — кладбище, расположенное на немуниципальной территории Плимут-Нотч в городе Плимут, штат Вермонт, США. 
Данное кладбище является местом захоронения 30-го президента США Калвина Кулиджа, его жены Грейс, его сыновей Джона и Калвина-младшего и других членов семьи Кулидж. 
Другие известные захоронения включают Говарда Армстронга, который занимал пост государственного секретаря Вермонта с 1949 по 1965 год.